# Улица Ефремова (Москва)
У́лица Ефре́мова — улица в центре Москвы в Хамовниках, проходит между Трубецкой улицей и Хамовническим Валом.

## Происхождение названия
Без названия улица появилась в планах в 1925 году. Названа в 1957 году в память советского военачальника Михаила Григорьевича Ефремова (1897—1942) — участника Гражданской и Великой Отечественной войн. Командуя армией в Великую Отечественную войну, Михаил Григорьевич Ефремов сражался в окружении и дабы не попасть в плен к немцам, покончил с собой под Вязьмой.

## Описание
Улица Ефремова начинается от Трубецкой улицы (проезд соединяет её с переулком Хользунова), проходит на юго-запад параллельно Комсомольскому проспекту, пересекает 3-ю Фрунзенскую улицу, справа на неё выходят Кооперативная улица и улица 10-летия Октября. Заканчивается на улице Хамовнический Вал.

## Здания и сооружения
По нечётной стороне:
- № 13, корпус 2 — ЕИРЦ Хамовники ЦАО.
- № 13 — Мособлремстройпроект.

По чётной стороне:
- № 8 — Офисное здание компании «Никойл» (1994—2003, архитекторы А. Р. Воронцов, Н. Бирюков, Т. Каминова и другие), ныне — центральное здание банка «Уралсиб»[1].
- № 12 — Союз цирковых деятелей России; скульптурная композиция «Карандаш и его собака Клякса», посвящённая Михаилу Румянцеву.
- № 22 — жилой дом. Здесь жил актёр Пётр Вельяминов[2].

## Галерея
- «Карандаш и его собака Клякса»
- Мемориальная доска на д. 9
- Мемориальная доска д. 13
- Мемориальная доска на д. 13